# 新疆生产建设兵团第九师一六二团
新疆生产建设兵团第九师一六二团是中华人民共和国新疆生产建设兵团第九师下辖的一个团。1984年4月，叶尔盖提农场更名为农九师一六二团。2005年11月，一六二团并入一六三团中心团场。2011年2月25日，一六二团从一六三团分出恢复设立。

## 行政区划
新疆生产建设兵团第九师一六二团下辖以下单位：
团部、一连、二连、三连、四连、五连、六连和七连。